# Cerdistus melanomerus
Cerdistus melanomerus är en tvåvingeart som beskrevs av Tsacas 1964. Cerdistus melanomerus ingår i släktet Cerdistus och familjen rovflugor. Inga underarter finns listade i Catalogue of Life.